# Medeazza
Medeazza (Medjevas in sloveno) è un centro agricolo, frazione del comune sparso di Duino-Aurisina (TS), nel Friuli-Venezia Giulia. Situato alle pendici del Monte Ermada, a poche centinaia di metri dal confine con la Slovenia, è abitato, in massima parte da popolazione di lingua slovena.

## Storia
Il paese, che durante la I guerra mondiale si trovava all'estremo sud del fronte dell'Isonzo, fu interamente distrutto nel 1917. Ricostruito, subì la devastazione, il 16 agosto 1944, da parte delle truppe naziste, come rappresaglia per l'appoggio dato dalla popolazione ai partigiani.

## Economia
L'economia di questo paese è molto limitata: sul territorio del paese è presente solamente un caseificio (produzione di formaggi).
Il paese è noto anche per le numerose osmize (osmice in sloveno), ovvero rivendite di prodotti tipici, situati  presso le aziende agricole a gestione familiare.
La festa autunnale "Cavalli e profumo di mosto" (Konji in vonjave mošta, in lingua slovena) è l'evento di maggior richiamo.